# Nihošovice
Nihošovice falu és önkormányzat (obec) Csehország Dél-csehországi kerületének Strakonicei járásában. Területe 8,94 km², lakosainak száma 302 (2008. 12. 31). A falu Strakonicétől mintegy 10 km-re délnyugatra, České Budějovicétől 52 km-re északnyugatra, és Prágától 109 km-re délre fekszik.
A település első írásos említése 1352-ből származik.

## Az önkormányzathoz tartozó települések
- Nihošovice
- Jetišov

## Nevezetességek
- Szent Antal kápolna.
- 1670-ben épített vár

## Népesség
A település népessége az elmúlt években az alábbi módon változott:
| Lakosok száma | 532  | 562  | 599  | 410  | 244  | 288  | 300  | 300  | 306  | 314  |
|               | 1869 | 1890 | 1921 | 1950 | 1980 | 2001 | 2017 | 2019 | 2022 | 2024 |